# Milan Gumzar
Milan Gumzar, slovenski politik in livar, * 15. september 1953, Ženjak.
Gumzar, poslanec 5. državnega zbora Republike Slovenije (2008-11), je trenutno (2017) župan občine Benedikt.

## Življenjepis
Je poročen in oče dveh otrok.

### Državni zbor
2008-2011
V času 5. državnega zbora Republike Slovenije, član Liberalne demokracije Slovenije, je bil član naslednjih delovnih teles:
- Odbor za gospodarstvo (član)
- Komisija za peticije ter za človekove pravice in enake možnosti (član)
- Odbor za Odbor za lokalno samoupravo in regionalni razvoj (član)
- Odbor za notranjo politiko, javno upravo in pravosodje (podpredsednik)